# Evangelische Kirche (Uengershausen)

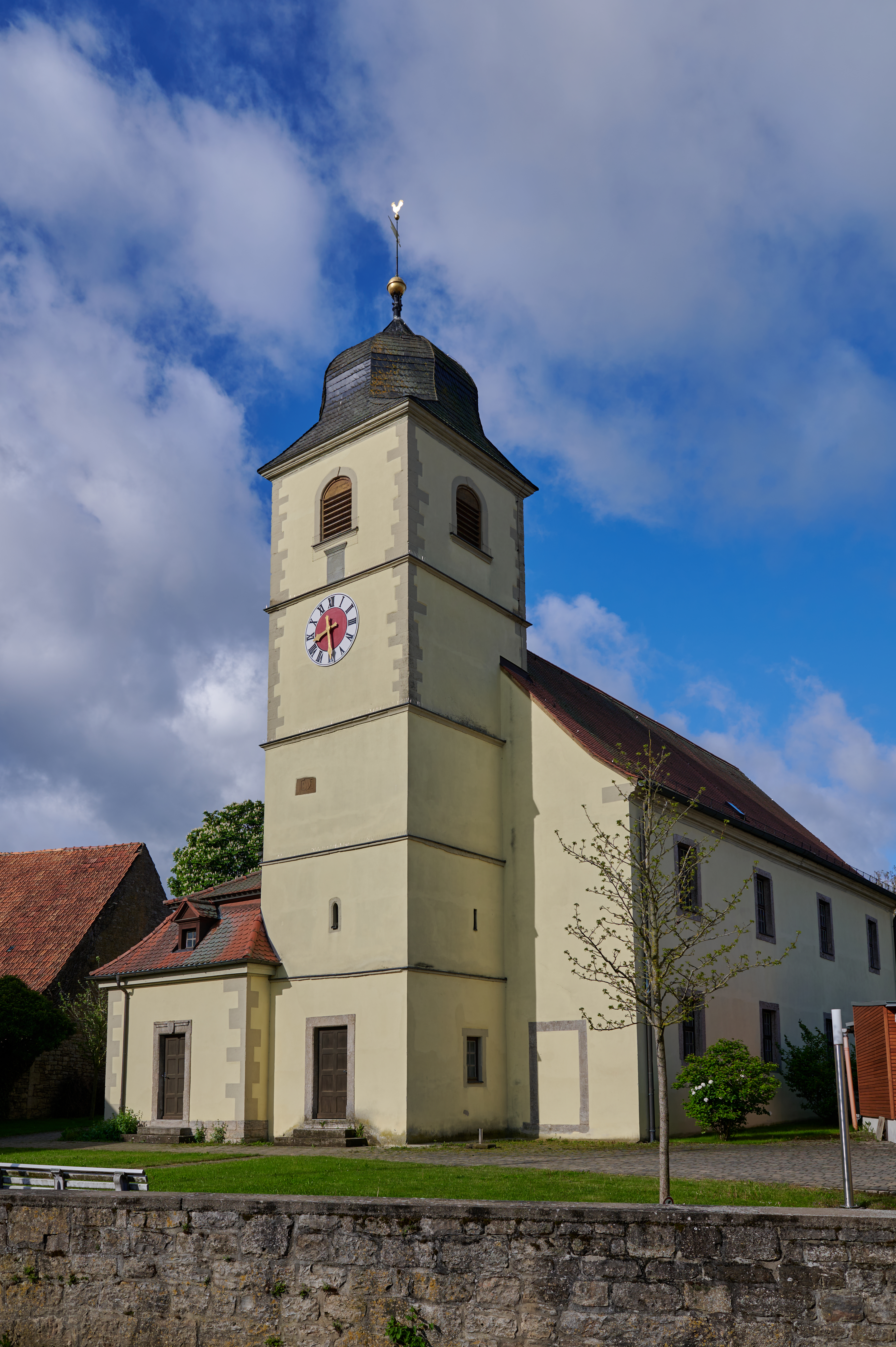
Evangelische Kirche (Uengershausen)

Die denkmalgeschützte, evangelisch-lutherische Pfarrkirche steht in Uengershausen, einem Gemeindeteil des Marktes Reichenberg im Landkreis Würzburg (Unterfranken, Bayern). Die Kirche ist unter der Denkmalnummer D-6-79-176-18 als Baudenkmal in der Bayerischen Denkmalliste eingetragen. Die Kirche gehört zur Pfarrei Reichenberg im Dekanat Würzburg im Kirchenkreis Ansbach-Würzburg der Evangelisch-Lutherischen Kirche in Bayern.

## Beschreibung
Die Saalkirche wurde 1602 erbaut. Sie besteht aus einem Langhaus, das mit einem Satteldach bedeckt ist, und einem Chorturm im Osten, der 1780 mit zwei mit Ecksteinen versehenen Geschossen auf fünf aufgestockt und mit einer schiefergedeckten Glockenhaube bedeckt wurde. Das vierte Geschoss beherbergt die Turmuhr, das fünfte den Glockenstuhl. 
Die Orgel auf der westlichen Empore hat 14 Register, zwei Manuale und ein Pedal und wurde 1902 von G. F. Steinmeyer & Co. gebaut.